# Jorda Glacier
Jorda Glacier är en glaciär i Antarktis. Den ligger i Östantarktis. Australien gör anspråk på området. Jorda Glacier ligger 732 meter över havet.
Terrängen runt Jorda Glacier är huvudsakligen kuperad, men den allra närmaste omgivningen är platt. Trakten är obefolkad. Det finns inga samhällen i närheten.